# P-800 Oniks
P-800 Oniks (3M55, Jachont) (ros. П-800 Оникс, Яхонт, kod NATO: SS-N-26 Strobile) – rosyjski przeciwokrętowy odrzutowy ponaddźwiękowy pocisk manewrujący wystrzeliwany z wyrzutni lądowych, pokładu samolotu, okrętów nawodnych lub podwodnych. P-800 w zaopatrzonej w specjalną kapsułę wersji przeznaczonej dla okrętów podwodnych nosi oznaczenie P-800 Bolid. W eksportowej wersji nosi nazwę Jachont (rosyjskie określenie korundów np. szafir).
Pod koniec zimnej wojny w Związku Radzieckim rozpoczęto prace nad nowymi taktycznymi pociskami manewrującymi, przeznaczonymi do zwalczania celów nawodnych. W rezultacie tych prac powstał m.in. pocisk P-800 Oniks o charakterystyce lotu sea-skimming, wystrzeliwany z wyrzutni lądowych, powietrznych oraz morskich, w tym z pokładu zanurzonego okrętu podwodnego. Po wystrzeleniu, za pomocą specjalnej kapsuły w wersji dla okrętów podwodnych, P-800 porusza się z prędkością ponaddźwiękową od 2 do 2,5 Ma. Pocisk ten posiada stosunkowo niewielką głowicę o masie 300 (200) kg, lecz jej efektywność zwiększa duża energia kinetyczna szybkiego pocisku. Pocisk ma dwuczłonowy system napędowy składającego się z rakietowego silnika startowego na paliwo stałe oraz marszowego silnika strumieniowego. Ten ostatni rozpoczyna pracę po zakończeniu pracy silnika rakietowego, pozwalając pociskowi utrzymać nadaną przez silnik startowy prędkość. Zasięg pocisku uzależniony jest od założonego pułapu lotu, wynosząc 120 km na niskim pułapie oraz do 300 km przy wysokim.
Pociski te przeznaczone są do zastąpienia starszych pocisków P-270 Moskit, prawdopodobnie także P-700 Granit. Rozwinięciem Oniksa jest rosyjsko-indyjski pocisk BrahMos.
W 2007 roku Rosja podpisała umowę o sprzedaży systemów nadbrzeżnych Bastion-P z pociskami P-800 Jachont i w 2011 roku dostarczona były według nieoficjalnych informacji połowa zamówienia – dwa kompleksy (z czterema samobieżnymi wyrzutniami każdy) i 36 pocisków.
Pocisku Oniks użyły SZ FR 15.11.2016 r. przeciwko bazie uzurpatorskiego państwa islamskiego w Syrii. Wystrzelono go ze stacjonującego w Syrii kompleksu Bastion-P w cel lądowy. To działanie dowiodło zdolności ataku celów lądowych, a nie tylko nawodnych.
W 2019 r. producent przekazał WMF RF 3 kompleksy dywizjonowe K-300P (12 wyrzutni) i 55 P-800.